# Birgitta Trotzig
Birgitta Trotzig, née le 11 septembre 1929 à Göteborg, et morte le 14 mai 2011, est une écrivaine suédoise, élue membre de l'Académie suédoise en 1993. 
La plupart de ses romans ont été traduits chez Gallimard. Très populaire en Suède, l'auteur est une catholique convaincue. Ses œuvres traitent d'ailleurs de la foi inébranlable en Dieu, du rôle de l'amour, du salut et de la résurrection, paradoxalement au travers d'images ou d'histoires plutôt sombres. Avant tout romancière, Trotzig signe souvent des articles sur la poésie dans la presse. Birgitta Trotzig était mariée à l'artiste sculpteur Ulf Trotzig. Selon le traducteur Carl Gustaf Bjurström, ils ont vécu une dizaine d'années à Villiers-le-Bel près de l'église gothique.

## Œuvre
romans
- Le Destitué [« De utsatta »], Gallimard, 1963 (1re éd. 1957)
- La Ville et la mer [« En berättelse från kusten »], Gallimard, 1965 (1re éd. 1961)
- L'Accusation [« Sveket »], Gallimard, 1971 (1re éd. 1966)
- La Maladie [« Sjukdomen »], Gallimard, 1977 (1re éd. 1972)adapté au cinéma par Jösta Hagelbäck en 1979 sous le titre Kejsaren
- La Fille du roi crapaud [« Dykungens dotter »], Gallimard, 1988 (1re éd. 1985)

nouvelles
- La Vie des amantes [« Ur de älskandes liv »] (1re éd. 1951)
- Images [« Bilder »] (1re éd. 1954)
- Paysage [« Ett landskap »] (1re éd. 1959)
- Les Vivants et les Morts
- Portrait [« Porträtt »] (1re éd. 1993)
- Doubles vies [« Dubbelheten »], Gallimard, 2001 (1re éd. 1998)